# Spektrum (Roman)
Spektrum (russisch Спектр) ist ein Roman des russischen Schriftstellers und Psychiaters Sergei Wassiljewitsch Lukjanenko. Der Roman wurde in Russland  2002 veröffentlicht.  In Deutschland erschien er 2007 im Heyne Verlag, übersetzt wurde er von Christiane Pöhlmann. Der Roman handelt in einer fiktiven Welt, in der Aliens, Schliesser genannt, Tore zu anderen Planeten auf der Erde zur Verfügung stellen. Als Bezahlung verlangen die Schliesser vom Reisenden eine Geschichte. Die Hauptfigur, Martin Dugin, ist ein Detektiv, der sich darauf spezialisiert hat durch die Tore zu gehen und in fremden Welten Personen zu suchen. Er erhält den Auftrag eine junge Frau, Irina Poluschkina, zu suchen. Seine Suche führt ihn durch sieben Welten, die im Buch durch die Abschnitte Rot, Orange, Gelb, Grün, Blau, Indigo und Violett gekennzeichnet sind.

## Handlung
Die Hauptfigur Martin Dugin lebt im Moskau des 21. Jahrhunderts. Aliens, die sich Schließer nennen, kamen auf die Erde und haben Tore installiert, die die Reise zu anderen Welten ermöglichen. Martin hat die Fähigkeit die Tore der Schließer zu nutzen, um auf anderen Welten Aufträge durchzuführen. Er erhält den Auftrag eine junge Frau zu suchen, die Irina Poluschkina heißt. Er durchreist auf der Suche nach Irina Poluschkina sieben Welten, in denen er die junge Frau jeweils auch findet, allerdings stirbt sie immer, bevor er sie zurück zur Erde bringen kann.

### Rot
Martin hatte den Auftrag einen Mörder zu suchen. Diesen hat er gefunden und in einer Auseinandersetzung getötet. Er kehrt aus der fremden Welt zurück, durch ein Tor der Schließer, in seine Heimat Moskau in Russland auf dem Planeten Erde. Dem Schließer, der das Tor bewacht, erzählt er die Geschichte seiner Verfolgungsjagd.
An einem Montagmorgen nach seiner Rückkehr empfängt Martin einen neuen Klienten: Ernesto Semjonowitsch Poluschkin. Er bittet Martin darum seine 17-jährige Tochter zurückzubringen, die drei Tage zuvor durch eines der Tore der Schließer gegangen und nicht zurückgekehrt ist.
Martin erzählt eine Geschichte über den Traum eines Mannes und erhält die Passage durch das Tor. Martin wählt die Welt Bibliothek als erstes Ziel seiner Suche. Als erstes trifft Martin auf einen Menschen, namens David, und einem Geddar, Kadrach, die sich als die Verwaltung Bibliotheks bezeichnen. Martin erkundigt sich nach Irina und erfährt, dass diese in Richtung Westen zum Dorf Enigma aufgebrochen ist.
Martin wandert nach Enigma und campt dabei eine Nacht. Martin unterhält sich in Enigma mit dem Direktor Klim und speist mit der Dorfgemeinschaft. Er erfährt, dass Irina dort angekommen ist und zurzeit auf einer Forschungsexkursion ist. Von dieser kehrt Irina erfolglos zurück und begegnet Martin. Martin bespricht mit Irina, ob diese mit ihm zur Erde zurückkehren will, jedoch bevor Irina eine Entscheidung trifft wird sie von einem Kchannan tödlich verletzt. Martin tötet den Kchannan. Kurz bevor Irina tot ist, flüstert sie Martin eine Botschaft zu aus sechs Buchstaben und einer Zahl.
Martin kehrt zurück nach Hauptstadt und bespricht sich dort mit David und Kadrach. Anschließend benutzt Martin das Tor der Schließer, wobei er eine bildhafte Geschichte über die Menschen und das Universum erzählt.

### Orange
Zurück auf der Erde veranstaltet Martin ein Abendessen für seinen Onkel und seinen kleinen Bruder. Martin benutzt das Tor der Moskauer Station und erzählt eine Geschichte über die Neugier. Martin wählt als nächstes Ziel seiner Reise Prärie 2.
Martin spricht mit einem Kuhhirten vor der Station der Schließer. Dann bricht er nach New Hope auf. In New Hope meldet sich Martin als erstes beim Sheriff Glenn. Dort erfährt er, dass Irina auf Prärie 2 war und sich auch beim Sheriff gemeldet hat nach ihrer Ankunft. Anschließend nimmt Martin sich ein Hotelzimmer im Hotel „Diligence“ und besucht den Saloon „Vorletzte Ruhe“, wo er sich mit dem Barmann, einem Cowboy und einem Indianer, Jim, unterhält. Er erfährt, dass Irina zur alten Stadt gebracht wurde von Jim.
Jim bringt Martin zu den Ruinen bei der Silbermine, wo die Wissenschaftler sind und die Ruinen erforschen. Martin spricht mit den Wissenschaftlern Anna und Gabriel, die ihm verraten, dass Irina an diesem Morgen in die Stadt New Hope zurückgekehrt ist, jedoch scheinbar noch lebt. Daraufhin fährt Gabriel Martin zurück in die Stadt New Hope.
In New Hope geht Martin in den Saloon „Vorletzte Ruhe“ und trifft dort die lebendige Irina. Diese will nicht auf die Erde zurückkehren, ist aber bereit einen Brief an ihre Eltern zu schreiben. Vier Kopfgeldjäger betreten den Saloon. Sie wollen einen kleinen Cowboy gefangen nehmen. Dieser eröffnet zu seiner Verteidigung das Feuer. Irina wird im Kugelhagel der Schießerei getötet. Der Sheriff Glenn nimmt Martin gefangen.
Martin wird wieder freigelassen. Martin bespricht mit Sheriff Glenn den Fall von Irina. Martin geht zur Station der Schließer auf Prärie 2 und erzählt eine Geschichte über Fahnen. Der Schließer verabschiedet Martin mit einer Anekdote über die Aranker. Martin verweilt in der Station der Schließer und nimmt dort ein Bad, ehe er durch das Tor geht.

### Gelb
Martin entscheidet sich auf den Planeten Arank zu reisen. Dort genießt er zunächst ein Essen in einem Restaurant. Mittels eines arankischen Informatoriums sucht Martin nach Irina und stellt fest, dass diese unter falschem Namen, als Galina Groschewa auf Arank eingereist ist und jetzt in Tirianth verweilt. Das Informatorium explodiert nach Martins Benutzung. Martin lernt den arankischen Jungen Hatti kennen, der den Terroranschlag beobachtet hat. Martin lernt Hr. Lergassi-kan kennen und sie sprechen über den Terroranschlag.
Martin bricht mit einem Flugzeug nach Tirianth auf. Martin trifft Irina in einem Forschungslabor, in dem sie arbeitet. Irina erklärt, dass sie eine Theorie hat, nach der sieben identische Kopien von ihr existieren. Ein Kollege von Irina, Adeass-kan, attackiert Martin und verletzt sich selbst und Irina dabei tödlich. Irina versucht mit Hilfe einer Maschine die Seele des sterbenden Adeass-kan und die eigene Seele zu messen. Dieses letzte Experiment von Irina scheitert.
Hr. Lergassi-kan wickelt zusammen mit den tirianthischen Behörden die Ermittlungen über den Vorfall ab. Martin wird als Opfer von Adeass-kan anerkannt und erhält dessen Besitztümer als Ausgleich für das ihm widerfahrene Unrecht.
Martin betritt die Station der Schließer in Tirianth und erzählt dem Schließer eine Geschichte über die Seele eines Menschen und die Begegnung mit Gott. Er übernachtet in der Station der Schließer und geht am nächsten Tag durch das Tor auf die Erde nach Moskau.
Bei seiner Rückkehr in sein Apartment wartet Juri Sergejewitsch in Martins Arbeitszimmer auf Martin. Dieser befragt Martin zu seinen Ermittlungsergebnissen in Bezug auf Irina Poluschkina.

### Grün
Martin trifft sich mit seinem Auftraggeber, Ernesto Poluschkin und berichtet seine Nachforschungsergebnisse. Der Hund der Familie heißt Bart, benannt nach dem Charakter aus der Serie „Die Simpsons“ und Martin schließt daraus, dass der Name ein Hinweis auf den Planeten Marge ist.
Martin begibt sich zur Moskauer Station. Seine erste Geschichte wird abgelehnt. Seine zweite Geschichte handelt von einem jungen Mann, der erwachsen wird und den Sinn des Lebens sucht. Im Warteraum wird er zunächst in eine Konfrontation zwischen Wartenden involviert. Er trifft dort auch den Geddar Kadrach von Bibliothek, der ihm eröffnet, dass sein Kchannan Irina getötet hat, aber gegen seinen Willen. Martin und Kadrach besprechen Irinas Fall und sie beschließen zusammenzuarbeiten. Martin geht zusammen mit Kadrach durch das Tor nach Marge.
Als Erstes müssen Martin und Kadrach die Einreisformalitäten erledigen. Martin hat einen Freund unter den Dio-Daos namens Herbstgeborener. Martin und Kadrach besuchen Herbstgeborener. Herbstgeborener ist kurz vor seinem Tod und hat ein Kind namens Den-Der-Freund-Fand. Martin befragt Herbstgeborener zu Irina und erfährt, dass Irina auf Marge ist und ins Tal Gottes gegangen ist. In derselben Nacht kommt das Kind von Herbstgeborener, Den-Der-Freund-Fand, zur Welt und Herbstgeborener stirbt. Sie schlafen eine Nacht.
Mit dem Zug reisen Den-Der-Freund-Fand, Kadrach und Martin zum Tal Gottes. Sie begeben sich in die kleine Stadt, die auf einem Steinplateau vor dem Tal Gottes liegt. Martin befragt zwei Menschen Claus und Elsa, welche Holländer sind, zum Verbleiben von Irina. Das Ehepaar kann ihm nicht helfen. Martin geht danach in das Tal Gottes. In einem Tempel des ThaiGeddars, der Gott der Geddar und ihrer Religion der Gat’tscher, findet er Irina. Irina hatte vor sich zu opfern, um gemäß dem Glauben der Geddarn wiederaufzuerstehen. Die Priester verweigerten jedoch den Ritualmord, weil Frauen dem ThaiGeddar nicht dienen dürfen. Kadrach betritt den Tempel des ThaiGeddars der Dio-Daos. Er fühlt sich schwer verletzt durch die Interpretation der Dio-Daos seines Glaubens. Als Zündfunke dient die Schwangerschaft eines hermaphroditen Dio-Dao ThaiGeddar Priesters, denn Frauen dürfen dem ThaiGeddar nicht dienen. Kadrach tötet mit seinem Schwert den Priester. Dann nimmt Irina ein Schwert und schlägt auf Kadrach ein und verletzt ihn tödlich. Schließlich rutscht Irina auf einer Blutlache aus und fällt auf eine Schwertklinge und stirbt. Den-Der-Freund-Fand stößt hinzu und führt ihn aus dem Tempel heraus.
Martin geht zwei Tage später, nach Erledigung aller Formalitäten, zur Station der Schließer. Er setzt die Geschichte über den Sinn des Lebens fort, die er auf der Hinreise begonnen hat.

### Blau
Martin kehrt nach Moskau zurück und wird an der Moskauer Station von Juri Sergejewitsch abgefangen. In einem langen Gespräch bittet Juri Martin sich fortan aus der Sache mit Irina herauszuhalten und droht ihn zu verhaften, falls er nicht aufhört nach ihr zu suchen. Zuhause führt Martin zwei Telefonate mit Ernesto Poluschkin und seinem Onkel. Als Martin die Post sortiert findet er einen Brief von Irina und er liest ihn. Sie fordert ihn auf sie in der nächsten Welt zu suchen. Über den Namen des Hundes schließt Martin auf den Planeten Bessar, dieser ist ein roter Planet. Martin begibt sich zur Moskauer Station und erzählt dem Schließer eine Geschichte über das Vertrauen. Martin geht durch das Tor nach Bessar.
Martin trifft unmittelbar vor der Station der Schließer Irina Poluschkina. Irina reist mit einer U-Boot-artigen Kugel durch die geleeartige Masse, die ganz Bessar bedeckt. Irina ist gemeinsam mit einem Bessarianer namens Pawlik unterwegs. Martin steigt in die Transportkapsel und taucht mir Irina und Pawlik in die Geleemasse ab. Auf dem Grund ziehen sich Irina und Martin in ein Zimmer in einer hölzernen Pyramide zurück. Irina und Martin diskutieren Irinas Theorie zur Herkunft der Schließer und des Transportnetzes. Irina eröffnet ihren Plan am nächsten Tag zur Welt der Schließer aufzubrechen mit einem Raumschiff der Bessarianer. Abends führt Martin ein langes, philosophisches Gespräch mit Pawlik. Martin verbringt die Nacht mit Irina.
Am nächsten Tag starten Martin, Pawlik und Irina ihre Reise in das Weltall. Außerdem nimmt Petenka an der Mission teil. Irina teilt Martin mit, dass die anderen beiden Kopien ihrer selbst sich auf Scheali und Talisman befinden. Das Raumschiff erreicht Gamma Capella, das Sonnensystem, das die Bessarianer für die Herkunftswelt der Schließer halten. Die Scans des Sonnensystems ergeben jedoch keine Anzeichen von Zivilisation auf den Planeten von Gamma Capella. Die Scans finden aber eine Flotte schwarzer Raumschiffe die einen Planeten umkreisen. Pawlik will die Flotte der schwarzen Raumschiffe vernichten. Martin schießt auf Pawlik und Petenka, dabei trifft er Irina und Irina stirbt. Es kommt zu einer Kollision des Raumschiffes und Martin verliert das Bewusstsein.

### Indigo
Martin wacht in einer dunklen Zelle auf. Martin verlässt die Zelle durch eine unverschlossene Tür und findet sich auf der Veranda einer Station der Schließer wieder. Martin erzählt eine Geschichte über verwaiste Kinder. Martin benutzt das Tor und kehrt auf die Erde nach Moskau zurück. An der Grenzkontrolle wird Martin verhaftet und von Juri Sergejewitsch befragt. Sie setzen das Gespräch in Martins Apartment, in einem Restaurant und einem Nachtclub fort. Am nächsten Tag bespricht er mit Juri Sergejewitsch seine Mission im Auftrag der russischen Staatssicherheit auf Scheali fortzusetzen. Martin geht zur Moskauer Station der Schließer. Martin erzählt eine Geschichte über das Erwachsenwerden. Martin geht durch das Tor nach Scheali.
Von der Station der Schließer fährt er mit dem Bus nach Dshork. Er tauscht mitgebrachte Gegenstände gegen lokale Währung. Er nimmt sich ein Hotelzimmer. Martin spaziert durch Dshork. Er lernt ein schealisches Mädchen aus einer Gruppe junger Schealier kennen. Ein erwachsener Schealier attackiert plötzlich die Gruppe der jungen Schealier mit feinen, stilettartigen Messern. Martin erschießt den erwachsenen, schealischen Angreifer. Das Mädchen überlebt die Attacke, viele andere schealischen Kinder sterben. Die Polizei kommt und nimmt Martin mit.
Die Polizei verhört Martin. Durch die Errettung des schealischen Vogelkindes ist dieses in den Besitz von Martin übergegangen. Martin führt ein Gespräch mit dem Mädchen wie es mit ihr weitergehen soll. Als Martin mit dem Mädchen zurück in sein Hotelzimmer kehrt, wartet dort bereits Irina auf ihn. Martin spricht mit Irina. Das schealische Mädchen schläft bis zum Abend. Währenddessen vertreiben sich Martin und Irina die Zeit mit Sex.
Martin, Irina und das Mädchen besteigen den Tempel. Im Tempel findet eine Zeremonie statt, die als „letzter Ritus“ bezeichnet wird. Martin, Irina und das Mädchen wohnen dem Ritual bei. Das Mädchen behält seinen Verstand, welchen es normalerweise verlieren würde bei dem Ritual. Martin gibt das schealische Mädchen frei, sodass es nicht mehr zu ihm gehört. Mit dem Autobus fahren Irina und Martin von der Stadt zur Station der Schließer. Martin erzählt eine Geschichte über die Menschen der Mitte. Gemeinsam mit Irina durchschreitet Martin das Tor zu Talisman. Auf Talisman kommt Martin allein an, Irina ist verschwunden.

### Violett
Martin verlässt die Station und trifft den Goldgräber Andrej am Ende der Treppe, die hinab zu der Siedlung Amulett führt. In der Stadt Amulett am Eingang zum Gasthaus „Zum Krepierten Pony“ trifft Martin Irina. Martin beginnt ein Gespräch mit Jurik, dem Wirt des Gasthauses. Martin und Irina widmen sich ihrer Aufgabe, der Rettung der Galaxis. Martin und Irina speisen im „Krepierten Pony“ und Martin nimmt sich dort ein Zimmer.
Martin und Irina machen sich zu dem wissenschaftlichen Zentrum der Aranker auf Talisman auf. Der Aranker Doggar-ken lässt sie ein und unterhält sich mit ihnen. Martin und Irina begeben sich auf den Rückweg, wobei sie ein tiefschürfendes Gespräch führen.
Zurück in der Herberge liegen Martin und Irina im Bett und sprechen über Allmacht. Martin sagt:
```
„Ich glaube, in solcher Zahl werden die Ringe der Allmacht nur in China angefertigt“ [S. 653].
```

Ein Junge dringt in das Nachbarzimmer, das Irina gehört ein. Martin erwischt den Einbrecher. Unten in der warten ein Japaner namens Oono und ein Mann mittleren Alters. Es wird ein Gespräch geführt über einen Zünder, der die Macht von Talisman befreit. Dann verlassen die Goldgräber das Gasthaus. Martin trinkt bei Juri einen Kaffee. Martin hat eine Eingebung. Dann müssen Irina und Martin vor den Hubschraubern der Aranker unter Anleitung von Doggar-kann fliehen.
Sie fliehen aus der Stadt heraus in Richtung eines Flusses. Irina wird verletzt und Martin lässt sie zurück. Martin flieht zu einem Safe und lässt sein Blut hineintropfen, um in dem Safe einen Zünder zu erzeugen. Martin wird von Doggar-kans Truppe umringt und sie bekämpfen sich und sprechen miteinander. Martin muss vierundzwanzig Minuten überbrücken, bis der Zünder in dem Safe entstanden ist. Martin schafft es und er aktiviert den Zünder. Die Schließer stellen ihn vor die Wahl einer von ihnen zu werden.

## Welten

### Erde
Auf der Erde ist der Schauplatz des Romangeschehens das Moskau in Russland des 21. Jahrhunderts. Auf der Erde gibt es 14 Stationen der Schließer. Es gibt Stationen unter anderem in Moskau, New York City, London, Peking. Die Moskauer Station ist ein Mischmasch aus Betonkuppeln, Würfeln, willkürlich angeordneten Fenstern und einem fast hundert Meter hohen Turm aus unverputztem Beton an dessen Spitze ein Leuchtfeuer brennt.

### Bibliothek
Auf diesem Planeten gab es keine eigenständige Zivilisation. Das Leben brodelt dort als Martin eintrifft. Eine Welt auf der es nur ein Tor gibt. Die Station der Schließer ist ein großes, zweigeschossiges Gebäude aus Steinblöcken samt Leuchtturm mit einer aus Holz gefertigten Veranda. Die Station ist in der Mitte einer steinernen, kreisförmigen Insel mit einem Durchmesser eines halben Kilometers. Von der Insel gehen kleine Kanäle ab, die ein bis zwei Meter breit sind und die sich verzweigen und kleine Buchten bilden. Sie rastern das ganze Land bis zum Horizont.
Der ganze Planet besteht aus Inseln der Größe fünf bis zweihundert Quadratmeter. Auf jeder Insel stehen Obelisken, unterschiedlicher Anzahl. Viele Reisende versuchen deren Geheimnis zu lüften. Die Inseln sind mit Zelten und Hütten bestückt. Es gibt drei Dörfer, in denen Wissenschaftler leben. Das größte Dorf liegt an der Station, hat 732 intelligente Lebewesen und wird „Hauptstadt“ genannt. Das zweite Dorf wird von 200 intelligenten Lebewesen bewohnt und heißt „Zentrum“. Das kleinste Dorf hat nur 100 Einwohner, alles Menschen, und heißt „Enigma“. Die Temperatur liegt zwischen 12 °C und 29 °C.

### Prairie II
Martins erster Eindruck wird der Welt wird als heiß und staubig festgehalten. Das Gras und der Himmel haben eine orange Farbe. Die Währung auf Prärie 2 ist der Präriedollar.
New Hope ist die größte Stadt auf Prärie 2 und liegt fünf Meilen südlich der Station der Schließer. Dort leben achtzehntausend Menschen und anderthalb tausend Nichtmenschen. Die Stadt ist eine Mischung aus Bretterhütten und Blockhäusern wie aus einem Italo-Western, ergänzt durch moderne Ziegelbauten, Funkmasten und Glaskuppeln. Es gibt dort zwei Kirchen und ein Bethaus, ein Stadion, das Bürgermeisteramt, eine Einheit der Nationalgarde, zwei Schulen, eine Konfektionsfabrik, zwölf Schlächter, sechs Bäcker, ein Kino, ein Krankenhaus, vier Apotheken, einen Supermarkt, eine Zeitung, ein Variéte, eine Druckerei, einen Flugplatz, eine Autowerkstatt, ein Hotel und einen Saloon.
Der Orange ist ein zehn Kilometer breiter Fluss auf Prärie 2.
Im Vorgebirge in der Nähe der Silbermine wurden Ruinen entdeckt. Diese sind etwa 30 Kilometer von New Hope entfernt.

### Arank
Arank ist ein „grüner“ Planet.
Arank hat viele große Städte in moderner Bauweise und auch mehrere Stationen der Schließer. Die Städte sind mit Hochhäusern erbaut und es gibt verwilderte Parks.
Zu den Sehenswürdigkeiten zählen die Lazwik-Seen, der Adano-Wasserfall, die Kreidefelsen, das alte Atomtestgelände und der Meeresstrand mit Kurorten.
Tirianth ist eine Stadt auf Arank. Tirianth ist ein Industriezentrum.

### Marge
Marge trägt auch den Namen Fakiu.
Marge ist der Heimatplanet der Dio-Daos. Architektonisch bauen die Dio-Daos traditionell auf Rundbauten ruhende Kuppeln.
Ein typisches Haus besteht aus zwei Zimmern in der typischen Kuppelbauweise. Hochbauten mögen die Dio-Daos nicht.
Auf Marge in den Bergen liegt das Tal Gottes. Dieses ist die Kultstätte der Dio-Daos, wo der religiöse Kult zelebriert wird. Vor dem Tal liegt eine kleine Stadt. Die Stadt ist im Kuppelbaustil der Dio-Daos errichtet, hat sich aber auch mit den Stilen anderer Rassen gemischt, die hier friedlich mit den Dio-Daos zusammenleben. Im Tal Gottes reihen sich Tempel, Kirchen und Gotteshäuser aller Glaubensrichtungen aneinander.
Die Züge auf Marge bewegen sich durch Antigravitation.

### Bessar
Bessar ist ein roter Planet. Menschen können dort nicht langfristig unter natürlichen Bedingungen überleben.
Bessar ist bedeckt von einer dunkelblauen Geleemasse. Ein Mensch kann auf der Oberfläche der Geleemasse sich bewegen. Unter der Geleemasse ist ein steiniger Grund und dort wachsen Bäume und Lebendiges bewegt sich.
Die Station der Schließer gleicht einer schrumpeligen Frucht.
Bessar war der erste Planet im Transportnetz der Schließer.
Die Gebäude auf Bessar, auf dem Grund des Meeres aus Geleemasse, sind spitze Holzbauten.

### Gamma Capella
Gamma Capella ist die Sonne von der die Bessarianer annehmen, dass in deren Umlauf sich die Heimatwelt der Schließer befindet.

### Scheali
Scheali ist die Heimatwelt der Schealier. Es gibt dreizehn Stationen auf Dshork.
Die Hauptstadt heißt Dshorks. Die Architektur Dshorks ist durchmischt. Hochhäuser aus Glas und Metall, Cottages mit Vorgärten, Stadien, Supermärkte, Banken und Schulen. Als Zentrum der Stadt dient der Tempel, der auf einem Hügel liegt. Es gibt ein Spinnennetz aus Straßen für Autos.
Auf Scheali gibt es sechs Staaten. Die Gesellschaftsform ist eine Art Staatskapitalismus.

### Talisman
Talisman ist kein von Natur aus bewohnter Planet.
Der Planet ist mit einem dichten Nebel überzogen. Aus dem Boden entspringt Gratisenergie. Dies funktioniert so, dass der Nebel die harte Strahlung des Sterns absorbiert, sie in Energie verwandelt und in das Felsgestein pumpt. Überall auf dem Planeten sind Safes verstreut, die in festen Zeitintervallen geöffnet werden können und manchmal spucken sie wertvolle Artefakte oder Güter aus. Sie werden als Synthesatoren von Materie bezeichnet, die den Energieüberschuss kompensieren.
Auf Talisman gibt es zwei Stationen der Schließer.
Die Siedlung Amulett ist die inoffizielle Hauptstadt von Talisman. Die Station der Schließer bei Amulett liegt zweihundert Meter über dem Grund. In Amulett gibt es ein Gasthaus, es heißt „Zum krepierten Pony“. Es gibt Wohngegenden mit einigen tausend Hütten, zwei weitere Kneipen, einen Supermarkt, einen Artefakthändler, ein Hotel und ein wissenschaftliches Zentrum der Aranker auf dem Planeten.
Das wechselnde Magnetfeld und der Nebel machen die Orientierung schwer. Deshalb sind überall auf Talisman, außerhalb der Siedlungen und Städte, sogenannte Bojen, die ein Lichtsignal aussendet.

## Spezies

### Schließer
Schließer sind eine reptilienartige Spezies mit schimmernder schwarzer Haut, wie die von Affen, allerdings besteht sie aus winzigen Schuppen. Darüber liegt ein Fell, dass graubraun bis schwarz ist. Schließer sind 1,5 Meter groß, haben große, traurige Augen und dicke Lippen.
Sie installierten auf verschiedenen Welten des Universums Stationen und gewähren Durchgang durch Tore zu anderen Welten gegen eine Geschichte. Sie gewähren jedem Wanderer zwei Stunden, um seine Geschichte zu erzählen. Ihre Stationen sind für die Bedürfnisse aller Spezies ausgerüstet.

### Menschen
Die Menschen (Homo sapiens) existieren in dieser Romanwelt als intelligente Spezies neben anderen intelligenten Spezies von fremden Planeten. Die Menschen sind durch die Schließer in Kontakt zu den fremden Spezies gekommen. Sie leben in Eintracht mit ihnen und haben spezielle Behörden, die den Umgang mit den fremden Spezies regeln. Die Amerikaner griffen das Mutterschiff der Schließer mit Atomwaffen an.

### Geddar
Die Geddarn sind menschenähnlich, haben jedoch keinen Bauchnabel und keine Brustwarzen. Sie führen stets ein Schwert mit sich. Der Glaube der Geddar ist der Gat’tscher.

### Kchannan
Die Kchannan werden auch als Robbenartige bezeichnet. Sie haben ein schwarzes Fell und eine Flosse. Sie können nicht sprechen. Sie werden von den Geddarn als Haustiere gehalten.

### Indianer
Die Eingeborenen auf Prärie 2 werden als Indianer bezeichnet. Sie sind menschenähnlich, mit gelber Haut. Sie sind relativ unzivilisiert und verstehen die Siedler auf Prärie 2 nicht.

### Aranker
Die Aranker sind hochintelligente Humanoide und den Menschen physiologische ähnlich. Sie verfügen über Humor und Neugier. Sie haben keine Religion, keinen Gottesbegriff oder einen „Sinn des Lebens“. Die Aranker gelten als höchstentwickelte Rasse nach den Schließern.

### Dio-Daos
Der Heimatplanet der Dio-Daos ist Marge.
Die Dio-Daos sind keine Humanoiden. Sie werden beschrieben als aufrechtgehende Pseudobeuteltiere. Sie haben eine Ähnlichkeit zu Kängurus der Erde. Am Gebiss lassen sich Dio-Daos als Allesfresser erkennen. Dio-Daos tragen ihre Kinder in ihren Beuteln umher. Dio-Daos kommen bepelzt zur Welt und ihnen fällt das Fell mit der Geschlechtsreife aus. Dio-Daos leben nur ein halbes Jahr. Die Dio-Daos sterben mit der Geburt ihres Nachwuchses. Die Dio-Daos haben dafür die Fähigkeit ihr Gedächtnis mit ihren Nachkommen zu teilen, sodass nichts vergessen wird. Dio-Daos bekamen meist zwei bis drei Kinder. Dio-Daos sind Hermaphroditen.
Dio-Daos sind Bürokraten. Dio-Daos sind in religiöser Hinsicht tolerant und korrekt. Die eigene Religion der Dio-Daos integriert alle Religionen aller Spezies in eine einzige Religion.

### Bessarianer
Bessarianer sind Amöben. Sie denken mittels eines blauen Labyrinths in ihrer Zelle, dass auf dem Prinzip der Brownschen Bewegung funktioniert. Die Bessarianer können Materie in ihrem Körper transformieren und so alle möglichen Dinge herstellen.
Die Bessarianer verfügen über ein Raumschiff.

### Schealier
Schealier sind flugunfähige Vögel. Es lassen sich drei Rassen unterscheiden.
Sie verfügen über eine Lautsprache und eine Gebärdensprache. Sie leben monogam, aber es gibt Trennungen und es ist möglich, in einem Duell um das Weibchen zu kämpfen.
Junge Schealier haben ein gelblich-grünes Gefieder und sind plüschig. Erwachsene Schealier tragen gedeckte Farbtöne und wirken wie abgemagerte Pinguine mit Straußenbeinen.
Der Nachwuchs der Schealier wird aus Eiern geboren. Schealische Kinder haben keine Namen.
Schealische Kinder können im Gegensatz zu schealischen Erwachsenen denken.

## Figuren

### Martin Igorjewitsch Dugin
Martin ist ein Kurier, bzw. ein Privatdetektiv, aber er ist kein Killer und setzt sein Leben ungern aufs Spiel. Er hat die Fähigkeit die Schließer mit seinen Geschichten zu gewinnen
Martin verwendet einen Karabiner oder einen Revolver als Waffe.
Martin war als junger Mann einmal verliebt und wurde enttäuscht. Anschließend pflegte er vornehmlich ernsthafte Beziehungen mit erfahrenen Frauen mittleren Alters.
Er ist ein Feinschmecker und liegt gerne in der Badewanne.

### Onkel
Martins Onkel ist eine wichtige Bezugsperson Martins. Martin genießt gemeinsam mit ihm allerlei leckere Speisen und tauscht sich mit ihm über verschiedenste Themen aus. Der Onkel ist Rentner und Junggeselle.

### Shenkal
Martins kleiner Bruder.

### Ernesto Semjonowitsch Poluschkin
Ernesto ist ein Klient von Martin Dugin. Er hat nach eigenen Angaben ein gutes Verhältnis zu seiner Tochter Irina. Er hat ein Haus gebaut und eine gut situierte Familie gegründet. Er hat seiner Tochter viel Toleranz entgegengebracht und ihr vieles ermöglicht, wie Urlaub, Kleidung, laute Musik etc.

### Irina Poluschkina
Irina ist 17 Jahre alt. Sie hat einen Hund, den sie in einem Brief Homer nennt, aber der Bart heißt. Sie hat auf ihre Reise keine Waffe mitgenommen. Sie studiert am College in den Fächern Tanz, Rhetorik, Psychologie und Aikido. Außerdem beherrscht sie viele Sprachen: Englisch, Französisch, Latein, Griechisch, Deutsch, Spanisch und Touristisch (eine Sprache für Wanderer der Schließer).

### David
Ein Mensch, der auf dem Planeten Bibliothek in Hauptstadt lebt und dort der Verwalter ist.

### Kadrach Sagan Thai Sarach
Ein Geddar der auf dem Planeten Bibliothek in Hauptstadt lebt und dort der Verwalter ist.

### Klim
Ein Mensch, der auf dem Planeten Bibliothek in Enigma lebt und dort der Direktor ist.

### Kuhhirte
Ein etwa dreizehn oder vierzehn Jahre alter Junge der auf Prärie 2 Kühe hütet.

### Glenn
Glenn lebt auf Prärie 2 in New Hope. Er ist dort der Sheriff.

### Barmann
Der Barmann des Saloons „Vorletzte Ruhe“ auf Prärie 2.

### Jim
Jim ist Indianer und lebt auf Prärie 2 in New Hope.

### Anna
Anna ist Wissenschaftlerin und erforscht Ruinen, auch die Ruine auf Prärie 2.

### Gabriel
Gabriel ist Wissenschaftler und erforscht Ruinen, auch die Ruine auf Prärie 2.

### Die Kopfgeldjäger
Vier Männer die Jagd auf einen Cowboy auf Prärie 2 machen.

### Cowboy
Ein Cowboy im Saloon „Vorletzte Ruhe“ auf Prärie 2.

### Hatti
Ist ein arankischer Junge, der auf Arank lebt. Er zählt zu den dreihundert klügsten Kindern des Planeten. Sein vollständiger Name ist Kerhatti-ken.

### Hr. Lergassi-kan
Hr. Lergassi-kan ist Aranker und der Vater von Hatti. Er ist in der Stellung der rechten Hand des Bürgermeisters oder eines Ministers in der Regierung der Megapolis.

### Adeass-kan
Adeass-kan ist ein Aranker, der mit Irina arbeitet.

### Juri Sergejewitsch
Juri Sergejewitsch ist ein Mensch und Tschekist, ein Mitarbeiter der Geheimpolizei, der sich mit einem roten Büchlein ausweist. Er bekleidet den Rang eines Oberstleutnants. Er ist zweiundvierzig Jahre alt und hat eine Frau und drei Kinder.

### Herbstgeborener
Herbstgeborener ist ein Dio-Dao der auf Marge lebt.

### Den-Der-Freund-Fand
Den-Der-Freund-Fand ist ein neugeborener Dio-Dao der auf Marge lebt und Kind von Herbstgeborener. Nennt sich auf Eff-Eff.

### Pawlik
Pawlik ist Besserianer und lebt auf Bessar.
Sein Beruf ist Spezialist für den Kontakt mit humanoiden Rassen.

### Petenka
Petenka ist Besserianer und lebt auf Bessar.

### Mädchen
Ein schealisches Mädchen, das die Gebärdensprache Touristisch beherrscht.

### Andrej
Andrej ist ein Goldgräber auf Talisman.

### Jurik
Jurik ist der Wirt des „Krepierten Ponys“ in Amulett auf Talisman.

### Doggar-kan
Ein Aranker, der an der wissenschaftlichen Forschungseinrichtung der Aranker auf Talisman arbeitet.

## Audiovisuelle Bearbeitungen
Der Roman wurde bisher nicht verfilmt. Es gibt eine deutsche Hörbuchfassung, erschienen bei Audible, gelesen von David Nathan.

## Textausgabe
- Sergei Lukjanenko: Spektrum. Heyne, München 2007, ISBN 978-3-453-52233-6.